# ISO 8859-9
ISO 8859-9, також знана як Latin-5 або Турецька — 8-бітна кодова таблиця, частина стандарту ISO 8859. Розроблена спеціально для турецької мови, як корисніша, ніж ISO 8859-3. Ідентична ISO 8859-1, за винятком шести змін:
| Позиція | 0xD0 | 0xDD | 0xDE | 0xF0 | 0xFD | 0xFE |
| 8859-9  | Ğ    | İ    | Ş    | ğ    | ı    | ş    |
| 8859-1  | Ð    | Ý    | Þ    | ð    | ý    | þ    |

ISO_8859-9:1989 відоміша як ISO-8859-9. Інколи зустрічаються такі назви: iso-ir-148, ISO 8859-9, latin5 та csISOLatin5.

## Кодова таблиця
| ISO/IEC 8859-9 | ISO/IEC 8859-9      | ISO/IEC 8859-9      | ISO/IEC 8859-9      | ISO/IEC 8859-9      | ISO/IEC 8859-9      | ISO/IEC 8859-9      | ISO/IEC 8859-9      | ISO/IEC 8859-9      | ISO/IEC 8859-9      | ISO/IEC 8859-9      | ISO/IEC 8859-9      | ISO/IEC 8859-9      | ISO/IEC 8859-9      | ISO/IEC 8859-9      | ISO/IEC 8859-9      | ISO/IEC 8859-9      |
| -------------- | ------------------- | ------------------- | ------------------- | ------------------- | ------------------- | ------------------- | ------------------- | ------------------- | ------------------- | ------------------- | ------------------- | ------------------- | ------------------- | ------------------- | ------------------- | ------------------- |
|                | x0                  | x1                  | x2                  | x3                  | x4                  | x5                  | x6                  | x7                  | x8                  | x9                  | xA                  | xB                  | xC                  | xD                  | xE                  | xF                  |
| 0x             | не використовується | не використовується | не використовується | не використовується | не використовується | не використовується | не використовується | не використовується | не використовується | не використовується | не використовується | не використовується | не використовується | не використовується | не використовується | не використовується |
| 1x             | не використовується | не використовується | не використовується | не використовується | не використовується | не використовується | не використовується | не використовується | не використовується | не використовується | не використовується | не використовується | не використовується | не використовується | не використовується | не використовується |
| 2x             | SP                  | !                   | "                   | #                   | $                   | %                   | &                   | '                   | (                   | )                   | *                   | +                   | ,                   | —                   | .                   | /                   |
| 3x             | 0                   | 1                   | 2                   | 3                   | 4                   | 5                   | 6                   | 7                   | 8                   | 9                   | :                   | ;                   | <                   | =                   | >                   | ?                   |
| 4x             | @                   | A                   | B                   | C                   | D                   | E                   | F                   | G                   | H                   | I                   | J                   | K                   | L                   | M                   | N                   | O                   |
| 5x             | P                   | Q                   | R                   | S                   | T                   | U                   | V                   | W                   | X                   | Y                   | Z                   | [                   | \                   | ]                   | ^                   | _                   |
| 6x             | `                   | a                   | b                   | c                   | d                   | e                   | f                   | g                   | h                   | i                   | j                   | k                   | l                   | m                   | n                   | o                   |
| 7x             | p                   | q                   | r                   | s                   | t                   | u                   | v                   | w                   | x                   | y                   | z                   | {                   | \|                  | }                   | ~                   |                     |
| 8x             | не використовується | не використовується | не використовується | не використовується | не використовується | не використовується | не використовується | не використовується | не використовується | не використовується | не використовується | не використовується | не використовується | не використовується | не використовується | не використовується |
| 9x             | не використовується | не використовується | не використовується | не використовується | не використовується | не використовується | не використовується | не використовується | не використовується | не використовується | не використовується | не використовується | не використовується | не використовується | не використовується | не використовується |
| Ax             | NBSP                | ¡                   | ¢ £                 | ¤                   | ¥                   | ¦                   | §                   | ¨                   | ©                   | ª                   | "                   | ¬                   | SHY                 | ®                   | ¯                   |                     |
| Bx             | °                   | ±                   | ²                   | ³                   | ´                   | µ                   | ¶                   | ·                   | ¸                   | ¹                   | º                   | "                   | ¼                   | ½                   | ¾                   | ¿                   |
| Cx             | À                   | Á                   | Â                   | Ã                   | Ä                   | Å                   | Æ                   | Ç                   | È                   | É                   | Ê                   | Ë                   | Ì                   | Í                   | Î                   | Ï                   |
| Dx             | Ğ                   | Ñ                   | Ò                   | Ó                   | Ô                   | Õ                   | Ö                   | ×                   | Ø                   | Ù                   | Ú                   | Û                   | Ü                   | İ                   | Ş                   | ß                   |
| Ex             | à                   | á                   | â                   | ã                   | ä                   | å                   | æ                   | ç                   | è                   | é                   | ê                   | ë                   | ì                   | í                   | î                   | ï                   |
| Fx             | ğ                   | ñ                   | ò                   | ó                   | ô                   | õ                   | ö                   | ÷                   | ø                   | ù                   | ú                   | û                   | ü                   | ı                   | ş                   | ÿ                   |